# Coppa del Re 1927
La Copa del Rey 1927 fu la 27ª edizione della Coppa del Re. Il torneo iniziò il 27 febbraio e si concluse il 15 maggio 1927. Da questa edizione si aggiunse una tredicesima regione, l'Estremadura. La finale si svolse all'Estadio de Torrero di Saragozza dove a vincere il torneo fu il Real Unión.

## Partecipanti
- Aragona: Iberia Sociedad Cultural,  Real Saragozza
- Asturie:  Sporting Gijón, Fortuna
- Biscaglia:  Arenas Getxo  Athletic Bilbao
- Cantabria:  Racing Santander  Torrelavega
- Castiglia e León: Real Unión Deportiva, CD Español
- Catalogna:  Barcellona  CE Europa
- Madrid:  Real Madrid  Atlético Madrid
- Estremadura: CD Extremeño, Patria FC
- Galizia:  Deportivo La Coruña  Celta Vigo
- Gipuzkoa:  Real Sociedad  Real Unión
- Levante:  Valencia  Castellón
- Murcia:  Real Murcia  Cartagena FC
- Andalusia:  Siviglia  Real Betis

## Fase a gironi

### Gruppo I
| Squadra      | P.ti | G | V | N | P | GF | GS | DR  |
| ------------ | ---- | - | - | - | - | -- | -- | --- |
| Real Madrid  | 6    | 4 | 3 | 0 | 1 | 21 | 6  | +15 |
| Siviglia     | 6    | 4 | 3 | 0 | 1 | 20 | 9  | +11 |
| CD Extremeño | 0    | 4 | 0 | 0 | 4 | 7  | 33 | -26 |

| 27 febbraio 1927           |        |              |
| CD Extremeño               | 2 - 11 | Siviglia     |
| 6 marzo 1927               |        |              |
| Real Madrid                | 9 - 4  | CD Extremeño |
| 13 marzo 1927              |        |              |
| Siviglia                   | 2 - 1  | Real Madrid  |
| 20 marzo 1927              |        |              |
| Siviglia                   | 6 - 0  | CD Extremeño |
| 27 marzo 1927              |        |              |
| CD Extremeño               | 1 - 7  | Real Madrid  |
| 3 aprile 1927              |        |              |
| Real Madrid                | 3 - 2  | Siviglia     |
| 10 aprile 1927 (Spareggio) |        |              |
| Real Madrid                | 3 - 1  | Siviglia     |

### Gruppo II
| Squadra      | P.ti | G | V | N | P | GF | GS | DR |
| ------------ | ---- | - | - | - | - | -- | -- | -- |
| CE Europa    | 4    | 4 | 2 | 0 | 2 | 8  | 4  | +4 |
| Castellón    | 4    | 4 | 2 | 0 | 2 | 4  | 6  | -2 |
| Cartagena FC | 4    | 4 | 2 | 0 | 2 | 2  | 4  | -2 |

| 27 febbraio 1927           |       |              |
| CD Castellón               | 1 - 0 | Cartagena FC |
| 6 marzo 1927               |       |              |
| Cartagena FC               | 1 - 0 | CE Europa    |
| 13 marzo 1927              |       |              |
| CE Europa                  | 4 - 1 | CD Castellón |
| 20 marzo 1927              |       |              |
| Cartagena FC               | 1 - 0 | CD Castellón |
| 27 marzo 1927              |       |              |
| CE Europa                  | 3 - 0 | Cartagena FC |
| 3 aprile 1927              |       |              |
| CD Castellón               | 2 - 1 | CE Europa    |
| 7 aprile 1927 (Spareggio)  |       |              |
| CE Europa                  | 3 - 1 | Cartagena FC |
| 10 aprile 1927 (Spareggio) |       |              |
| CE Europa                  | 2 - 0 | CD Castellón |
| 12 aprile 1927 (Spareggio) |       |              |
| CD Castellón               | 3 - 1 | Cartagena FC |

### Gruppo III
| Squadra             | P.ti | G | V | N | P | GF | GS | DR  |
| ------------------- | ---- | - | - | - | - | -- | -- | --- |
| Sporting Gijón      | 11   | 6 | 5 | 1 | 0 | 25 | 7  | +18 |
| Deportivo La Coruña | 8    | 6 | 3 | 2 | 1 | 18 | 9  | +9  |
| Racing Santander    | 4    | 6 | 1 | 2 | 3 | 16 | 19 | -3  |
| RU Deportiva        | 1    | 6 | 0 | 1 | 5 | 9  | 33 | -24 |

| 27 febbraio 1927 |       |                  |
| Sporting Gijón   | 4 - 1 | RC Deportivo     |
| RU Deportiva     | 4 - 4 | Racing Santander |
| 6 marzo 1927     |       |                  |
| Racing Santander | 2 - 4 | Sporting Gijón   |
| RC Deportivo     | 8 - 0 | RU Deportiva     |
| 13 marzo 1927    |       |                  |
| RC Deportivo     | 4 - 1 | Racing Santander |
| RU Deportiva     | 1 - 3 | Sporting Gijón   |
| 20 marzo 1927    |       |                  |
| Racing Santander | 1 - 1 | RC Deportivo     |
| Sporting Gijón   | 9 - 0 | RU Deportiva     |
| 27 marzo 1927    |       |                  |
| RC Deportivo     | 1 - 1 | Sporting Gijón   |
| Racing Santander | 6 - 2 | RU Deportiva     |
| 3 aprile 1927    |       |                  |
| Sporting Gijón   | 4 - 2 | Racing Santander |
| RU Deportiva     | 2 - 3 | RC Deportivo     |

### Gruppo IV
| Squadra         | P.ti | G | V | N | P | GF | GS | DR |
| --------------- | ---- | - | - | - | - | -- | -- | -- |
| Real Unión      | 6    | 4 | 3 | 0 | 1 | 9  | 7  | +2 |
| Athletic Bilbao | 6    | 4 | 3 | 0 | 1 | 7  | 1  | +6 |
| Real Saragozza  | 0    | 4 | 0 | 0 | 4 | 2  | 10 | -8 |

| 27 febbraio 1927           |       |                 |
| Athletic Bilbao            | 1 - 0 | Real Saragozza  |
| 6 marzo 1927               |       |                 |
| Real Saragozza             | 1 - 2 | Real Unión      |
| 13 marzo 1927              |       |                 |
| Real Unión                 | 1 - 0 | Athletic Bilbao |
| 20 marzo 1927              |       |                 |
| Real Saragozza             | 0 - 1 | Athletic Bilbao |
| 27 marzo 1927              |       |                 |
| Real Unión                 | 6 - 1 | Real Saragozza  |
| 3 aprile 1927              |       |                 |
| Athletic Bilbao            | 5 - 0 | Real Unión      |
| 10 aprile 1927 (Spareggio) |       |                 |
| Real Unión                 | 2 - 1 | Athletic Bilbao |

### Gruppo V
| Squadra     | P.ti | G | V | N | P | GF | GS | DR  |
| ----------- | ---- | - | - | - | - | -- | -- | --- |
| Barcellona  | 6    | 4 | 3 | 0 | 1 | 10 | 3  | +7  |
| Valencia    | 4    | 4 | 2 | 0 | 2 | 10 | 6  | +4  |
| Real Murcia | 2    | 4 | 1 | 0 | 3 | 4  | 15 | -11 |

| 27 febbraio 1927 |       |               |
| Real Murcia      | 2 - 1 | Valencia FC   |
| 6 marzo 1927     |       |               |
| FC Barcellona    | 5 - 0 | Real Murcia   |
| 13 marzo 1927    |       |               |
| Valencia FC      | 2 - 0 | FC Barcellona |
| 20 marzo 1927    |       |               |
| Valencia FC      | 7 - 1 | Real Murcia   |
| 27 marzo 1927    |       |               |
| Real Murcia      | 1 - 2 | FC Barcellona |
| 3 aprile 1927    |       |               |
| FC Barcellona    | 3 - 0 | Valencia FC   |

### Gruppo VI
| Squadra         | P.ti | G | V | N | P | GF | GS | DR  |
| --------------- | ---- | - | - | - | - | -- | -- | --- |
| Real Betis      | 7    | 4 | 3 | 1 | 0 | 14 | 2  | +12 |
| Atlético Madrid | 5    | 4 | 2 | 1 | 1 | 11 | 8  | +3  |
| Patria FC       | 0    | 4 | 0 | 0 | 4 | 5  | 20 | -15 |

| 27 febbraio 1927 |       |                 |
| Real Betis       | 6 - 0 | Patria FC       |
| 6 marzo 1927     |       |                 |
| Patria FC        | 4 - 6 | Atletico Madrid |
| 13 marzo 1927    |       |                 |
| Atletico Madrid  | 1 - 1 | Real Betis      |
| 20 marzo 1927    |       |                 |
| Patria FC        | 0 - 5 | Real Betis      |
| 27 marzo 1927    |       |                 |
| Atletico Madrid  | 3 - 1 | Patria FC       |
| 3 aprile 1927    |       |                 |
| Real Betis       | 2 - 1 | Atletico Madrid |

### Gruppo VII
| Squadra       | P.ti | G | V | N | P | GF | GS | DR  |
| ------------- | ---- | - | - | - | - | -- | -- | --- |
| Arenas Getxo  | 6    | 4 | 3 | 0 | 1 | 12 | 6  | +6  |
| Real Sociedad | 6    | 4 | 3 | 0 | 1 | 15 | 7  | +8  |
| Iberia SD     | 0    | 4 | 0 | 0 | 4 | 2  | 16 | -14 |

| 27 febbraio 1927           |       |               |
| Iberia SD                  | 0 - 1 | Arenas Getxo  |
| 6 marzo 1927               |       |               |
| Real Sociedad              | 5 - 0 | Iberia SD     |
| 13 marzo 1927              |       |               |
| Arenas Getxo               | 4 - 2 | Real Sociedad |
| 20 marzo 1927              |       |               |
| Arenas Getxo               | 6 - 0 | Iberia SD     |
| 27 marzo 1927              |       |               |
| Iberia SD                  | 2 - 4 | Real Sociedad |
| 3 aprile 1927              |       |               |
| Real Sociedad              | 4 - 1 | Arenas Getxo  |
| 10 aprile 1927 (Spareggio) |       |               |
| Real Sociedad              | 1 - 2 | Arenas Getxo  |

### Gruppo VIII
| Squadra      | P.ti | G | V | N | P | GF | GS | DR  |
| ------------ | ---- | - | - | - | - | -- | -- | --- |
| Celta Vigo   | 12   | 6 | 6 | 0 | 0 | 34 | 8  | +26 |
| Torrelavega  | 5    | 6 | 2 | 1 | 3 | 13 | 16 | -3  |
| Club Fortuna | 4    | 6 | 2 | 0 | 4 | 14 | 22 | -8  |
| CD Español   | 3    | 6 | 1 | 1 | 4 | 6  | 21 | -15 |

| 27 febbraio 1927       |       |                        |
| Gimnástica Torrelavega | 4 - 0 | CD Español             |
| Celta Vigo             | 8 - 2 | Club Fortuna           |
| 6 marzo 1927           |       |                        |
| Club Fortuna           | 2 - 1 | Gimnástica Torrelavega |
| CD Español             | 0 - 3 | Celta Vigo             |
| 13 marzo 1927          |       |                        |
| Gimnástica Torrelavega | 1 - 6 | Celta Vigo             |
| Club Fortuna           | 4 - 3 | CD Español             |
| 20 marzo 1927          |       |                        |
| Celta Vigo             | 5 - 2 | Gimnástica Torrelavega |
| CD Español             | 2 - 1 | Club Fortuna           |
| 27 marzo 1927          |       |                        |
| CD Español             | 1 - 1 | Gimnástica Torrelavega |
| Club Fortuna           | 3 - 4 | Celta Vigo             |
| 3 aprile 1927          |       |                        |
| Gimnástica Torrelavega | 4 - 2 | Club Fortuna           |
| Celta Vigo             | 8 - 0 | CD Español             |

## Quarti di finale
| 17 aprile 1927 | Sporting Gijón | 3 – 2 | Real Unión |  |

| 24 aprile 1927 | Real Unión | 4 – 1 | Sporting Gijón |  |

Avendo vinto una partita per parte, il Real Union e lo Sporting Gijón disputarono uno spareggio.
| Santander 1º maggio 1927 | Sporting Gijón | 1 – 3 | Real Unión |  |

| 17 aprile 1927 | Real Madrid | 2 – 0 | CE Europa |  |

| 24 aprile 1927 | CE Europa | 4 – 1 | Real Madrid |  |

Avendo vinto una partita per parte, il Real Madrid e il CE Europa disputarono uno spareggio.
| Saragozza 1º maggio 1927 | Real Madrid | 8 – 1 | CE Europa |  |

| 17 aprile 1927 | Arenas Getxo | 3 – 1 | Celta Vigo |  |

| 24 aprile 1927 | Celta Vigo | 3 – 1 | Arenas Getxo |  |

Avendo vinto una partita per parte, il Celta e l'Arenas disputarono uno spareggio.
| Madrid 1º maggio 1927 | Arenas Getxo | 3 – 2 | Celta Vigo |  |

| 17 aprile 1927 | Barcellona | 4 – 1 | Real Betis |  |

| 24 aprile 1927 | Real Betis | 1 – 0 | Barcellona |  |

Avendo vinto una partita per parte, il Barcellona e il Betis disputarono uno spareggio.
| Madrid 1º maggio 1927 | Barcellona | 1 – 0 | Real Betis |  |

## Semifinali
Le semifinali furono a gara unica.
| Saragozza 8 maggio 1927 | Real Unión | 2 – 0 | Real Madrid |  |

| Saragozza 8 maggio 1927 | Arenas Getxo | 4 – 3 | Barcellona |  |

## Finale
| Arbitro: | Escartín |

|                |           |  |
| Echeveste 117’ | Marcatori |  |